# Zölibat
Der Zölibat (von lateinisch caelebs/coelebs ‚allein, unvermählt lebend‘, lateinisch caelibātus, -ūs/coelibātus ‚(männliche) Ehelosigkeit‘; nichtfachsprachlich auch das Zölibat) meint Ehelosigkeit oder - als weitergehende Form - sexuelle Enthaltsamkeit, insbesondere aus religiösen Gründen. Besonders bekannt ist der Zölibat von Geistlichen in der römisch-katholischen Kirche, während die Mitglieder der katholischen Orden sich sogar zur Keuschheit verpflichten. Aber auch die orthodoxe, anglikanische und evangelische Kirche kennen für Ordensleute, Eremiten, geweihte Jungfrauen und Diakonissen Formen der Ehelosigkeit, Enthaltsamkeit und Keuschheit.
Während das zölibatäre Leben in der lateinischen Teilkirche der römisch-katholischen Kirche für die Priester seit 1139 grundsätzlich verpflichtend ist, gilt dies in den mit Rom unierten katholischen Ostkirchen sowie in den orthodoxen Kirchen nur für Bischöfe und Mönche sowie für Priester, die zum Zeitpunkt der Weihe unverheiratet sind. Papst Franziskus erweiterte das alte Recht der Bischöfe der katholischen Ostkirchen, verheiratete Männer zur Priesterweihe zuzulassen, im Juni 2014 auf westliche Gebiete, soweit dort eine eigene ostkirchliche Hierarchie besteht.
In der altkatholischen Kirche sind die Geistlichen seit 1878 vom Zölibat grundsätzlich dispensiert; es bleibt ihnen jedoch unbenommen, freiwillig ehelos zu leben. Dies gilt auch für die altkatholischen Priesterinnen.

## Römisch-katholische Kirche

### Die Zölibatsverpflichtung
Der Zölibat, der auch als Befolgung eines evangelischen Rates (neben Armut und Gehorsam) gilt, beruht auf der frei gewählten Lebensform der Ehelosigkeit „um des Himmelreiches willen“, von der Jesus Christus in Mt 19,12  spricht. Er wird verstanden als ungeteilte Nachfolge Christi und Zeichen für das endzeitliche Heil.
Personen des gottgeweihten Lebens (z. B. Religiosen) leben in allen Konfessionen in aller Regel zölibatär. Ordensleute, Mitglieder von Säkularinstituten und Eremiten verpflichten sich in der öffentlich abgelegten Profess oder in Versprechen zu einem Leben nach den evangelischen Räten (Ehelosigkeit, Armut und Gehorsam). Kirchenrechtlich bestimmt can. 599 CIC: „Der um des Himmelreiches willen übernommene evangelische Rat der Keuschheit, der ein Zeichen der künftigen Welt und eine Quelle reicherer Fruchtbarkeit eines ungeteilten Herzens ist, bringt die Verpflichtung zu vollkommener Enthaltsamkeit im Zölibat mit sich.“ Geweihte Jungfrauen geloben ebenfalls öffentlich ein Leben in Stande der Jungfräulichkeit oder vollkommener Keuschheit in die Hände des Diözesanbischofs (dabei schließt dieses Propositum die Beachtung der beiden anderen evangelischen Räte implizit ein). Von einem Ortsbischof oder Ordensoberen im Namen der Kirche entgegengenommene Gelübde oder Versprechen der Jungfräulichkeit oder Ehelosigkeit stellen kirchenrechtlich ein Ehehindernis dar.

#### Verpflichtung in der lateinischen Kirche
In der lateinischen Kirche (Westkirche) ist der Zölibat gemäß Canon 277 § 1 des Codex Iuris Canonici für angehende Priester mit der Weihe zum Diakon kirchenrechtlich grundsätzlich verpflichtend. Eine ausnahmsweise Dispens von der Zölibatsverpflichtung ist dem Papst vorbehalten.

„Die Kleriker sind gehalten, vollkommene und immerwährende Enthaltsamkeit um des Himmelreiches willen zu wahren; deshalb sind sie zum Zölibat verpflichtet, der eine besondere Gabe Gottes ist, durch welche die geistlichen Amtsträger leichter mit ungeteiltem Herzen Christus anhangen und sich freier dem Dienst an Gott und den Menschen widmen können.“

Das Zölibatsversprechen stellt somit eine Vorbedingung für die Priesterweihe dar.

#### Dispens von der Zölibatspflicht
Verheiratete Priester gibt es in der katholischen Westkirche nur in Ausnahmefällen. So werden aus anglikanischen Kirchen oder den evangelischen Kirchen zur katholischen Kirche konvertierte verheiratete Priester bzw. Pastoren in den kirchlichen Dienst übernommen und zu Priestern geweiht. Weiter gibt es Fälle eines Zölibatdispenses für Priester von Untergrundkirchen, wie der tschechischen während der sozialistischen Herrschaft.
Darüber hinaus gibt es in der lateinischen Kirche den ständigen Diakonat. Der ständige Diakon kann vor seiner Weihe eine Ehe eingehen. Nach der Weihe (auch etwa beim Tod der Ehefrau oder im Fall einer Annullierung der Ehe) ist eine Eheschließung nur mit Zölibatsdispens durch den Papst möglich.

#### Verpflichtung in den unierten Ostkirchen
In den östlichen Teilkirchen der katholischen Kirche (wie auch in den orthodoxen Ostkirchen) ist es Tradition, dass auch verheiratete Männer zu Priestern geweiht werden. Diese Tradition war auf die ostkirchlichen Gebiete wie den Nahen Osten und Osteuropa beschränkt, bis Papst Franziskus im Juni 2014 das entsprechende Verbot für jene westlichen Regionen aufhob, in denen eine eigene ostkirchliche Hierarchie besteht.
Für Bischöfe ist der Zölibat verpflichtend. Meist entstammen sie ohnehin dem Mönchsstand, da Bischöfe vor ihrer Weihe oft das Amt eines Archimandriten (Abtes) bekleidet haben (manchmal werden auch verwitwete Priester zu Bischöfen geweiht). Alle Priester müssen sich jedoch auch in diesen Kirchen vor ihrer Diakonatsweihe entscheiden, ob sie verheiratet oder zölibatär in den Weihestand treten wollen; danach ist eine Heirat hier ebenfalls ausgeschlossen. Auch eine neue Heirat nach dem Tod der Frau oder nach einer Trennung oder Scheidung (die in manchen dieser Kirchen möglich ist) ist nicht möglich.

### Geschichte der Zölibatsverpflichtung in der römisch-katholischen Kirche

#### Alte Kirche (bis 6. Jahrhundert)
In den ersten Jahrhunderten waren Kleriker in Ost und West in der Regel verheiratet. Gewohnheiten und später Kanones regelten Ehe und Sexualität des Klerus in unterschiedlicher Weise.
Die biblische Vorgabe, dass ein epískopos (Gemeindevorsteher, Bischof) der „Mann einer einzigen Frau“ (1 Tim 3,1–7 ) sein sollte, wurde bis zum dritten Jahrhundert zunehmend als Verbot der Wiederverheiratung für verwitwete Kleriker verstanden. Im Osten wurde dies nur auf Eheschließungen nach der Taufe bezogen, im Westen hingegen auf alle Eheschließungen, ob vor oder nach der Taufe. Bereits früh gab es Kleriker, die nach ihrer Weihe sexuell enthaltsam lebten, und ab dem vierten Jahrhundert ist nachweisbar, dass auch Mönche zu Bischöfen gewählt wurden. Im Westen war letzteres aber eher selten.
Ab dem vierten Jahrhundert sind normative Quellen erhalten, die die Ehe und Sexualität von Klerikern betreffen. Mehrere Konzilien verboten unverheirateten Klerikern, nach der Weihe zu heiraten. Auf dem ersten Konzil von Nicäa soll Sokrates Scholastikos zufolge Paphnutius gegen eine Verpflichtung des Klerus zur Enthaltsamkeit in der Ehe argumentiert haben; die Historizität dieser Episode wird aber bisweilen angezweifelt. In der Ostkirche wurde Diakonen, Priestern und Bischöfen die Eheschließung nach der Weihe verboten und von Bischöfen dauerhafte Enthaltsamkeit in der Ehe erwartet.
Als ältester Konzilsbeschluss der Westkirche, der eine Form des Zölibats vorschreibt, wird oft der 33. Kanon des Konzils von Elvira genannt, der Bischöfen, Priestern und Diakonen vorschrieb, in der Ehe sexuell enthaltsam zu leben. Wortlaut, Echtheit und Datierung des Kanons sind allerdings umstritten. Gut belegt sind hingegen Forderungen nach sexueller Enthaltsamkeit des Klerus durch lateinische Autoren wie Ambrosius, Augustinus und den Ambrosiaster.
Die erste mit Sicherheit echte und auf allgemeine Geltung abzielende Regelung von Ehe und Sexualität des Klerus in der Westkirche ist die Dekretale Directa ad decessorem von Papst Siricius aus dem Jahr 385. Dieser definierte, was darunter zu verstehen sei, dass ein Bischof „Mann einer einzigen Frau“ sein sollte: Ein künftiger Bischof dürfe nur einmal im Leben heiraten, und zwar nur eine Jungfrau. Siricius sah es als Normalfall an, dass künftige Priester und Bischöfe schon als Kind getauft und noch vor der Pubertät Lektor wurden; als verheiratete junge Männer stiegen sie dann nach und nach zum Diakon auf; um zum Priester geweiht zu werden, müssten sie zuerst mehrere Jahre in der Ehe enthaltsam leben. Siricius sah es aber auch als legitim an, dass Mönche Bischöfe wurden. Beschlüsse eines römischen Konzils aus ungefähr der gleichen Zeit (die Canones Romanorum ad Gallos episcopos) schrieben ebenfalls vor, dass Priester und ihre Ehefrauen sexuell enthaltsam leben sollten. Später betonten auch Innozenz I. und Leo I. in ihren Dekretalen, dass Kleriker nur einmal heiraten durften und zwar keine Frau, die ihrerseits schon einmal verheiratet gewesen war. Anders als Siricius und Innozenz forderte Leo auch von Subdiakonen, dass diese in der Ehe enthaltsam lebten. Mehrere Synoden der Westkirche (in Africa, Gallien und Spanien) forderten im fünften Jahrhundert Bischöfe, Priester, Diakone und teilweise auch Subdiakone auf, in der Ehe dauerhaft enthaltsam zu leben, und auch Gregor I. äußerte sich entsprechend.
Diese und ähnliche Bestimmungen wurden im fünften und sechsten Jahrhundert in Kanones-Sammlungen (z. B. Collectio Dionysiana und Collectio Hispana) und kaiserliche Gesetze (Codex Iustinianus) aufgenommen und erlangten dadurch allgemeine Geltung.

#### Früh- und Hochmittelalter (6.–11. Jahrhundert)
Im Früh- und Hochmittelalter gab es in der Westkirche immer wieder Forderungen, dass alle Kleriker ab dem Subdiakon in der Ehe enthaltsam leben sollten, und vor allem im 11. Jahrhundert wurde die Priesterehe selbst kritisiert; mehrere Synoden dieser Zeit forderten, dass Geistliche sich von ihren Frauen trennen sollten, die Gültigkeit bestehender Ehen war aber noch unbestritten.
Im Laufe des fünften und sechsten Jahrhunderts entwickelte sich die Haltung zu Priesterehe und Zölibat in Ost und West zunehmend auseinander. Im Osten wurde nur von Bischöfen dauerhafte Enthaltsamkeit in der Ehe verlangt, im Westen zunehmend auch von Diakonen und Priestern. Das Quinisextum bestätigte 691/692 die alten Kanones zur Klerikerehe und wandte sich dabei ausdrücklich gegen die römische Praxis, von Männern vor ihrer Weihe zum Diakon oder Priester das Versprechen zu fordern, in der Ehe sexuell enthaltsam zu sein. Das Zweite Konzil von Nicäa bestätigte diese Beschlüsse 787 noch einmal. Die Beschlüsse dieser Konzilien wurden in der Westkirche teilweise abgelehnt, allerdings wohl nicht hauptsächlich aufgrund der Kanones zur Priesterehe.
Allgemein wird davon ausgegangen, dass im Frühmittelalter viele Geistliche in Lateineuropa verheiratet waren, vor allem im ländlichen Bereich. Das Gebot der Enthaltsamkeit in der Ehe scheint oft nicht eingehalten worden zu sein. Die Rechtslage blieb allerdings unverändert, auch verheiratete Männer durften weiterhin geweiht werden und verbotswidrig eingegangene Ehen von Geistlichen galten (bis 1139) dennoch rechtlich gültig; Kinder verheirateter Kleriker waren daher legitim und hatten unter anderem Erbansprüche.
Schon im 9. Jahrhundert gab es Bestrebungen, dass alle Kleriker nicht nur enthaltsam, sondern ehelos leben sollten. Im 11. Jahrhundert wurde die Forderung nach Enthaltsamkeit und Ehelosigkeit der Kleriker Gegenstand intensiver Auseinandersetzungen in weiten Teilen der Westkirche. Neben der Wiederholung älterer Kanones wurden auch neue, teilweise sehr radikale, Maßnahmen zur Durchsetzung der Forderung nach Enthaltsamkeit propagiert. So beschlossen mehrere Synoden (Goslar 1019, Pavia 1022), dass die Kinder von Geistlichen unter bestimmten Bedingungen als unfrei gelten und dem Kirchenbesitz zufallen sollten. Polemiken gegen die Priesterehe, Synodalbeschlüsse und Dekretalen des 11. und 12. Jahrhunderts unterschieden sprachlich oft bewusst nicht zwischen Ehefrauen und Konkubinen der Kleriker. Petrus Damiani bezeichnete verheiratete Priester in der Mitte des 11. Jahrhunderts als ‚Nikolaiten‘ und stellte sie damit zumindest sprachlich Häretikern gleich. Teilweise wurden Forderungen nach Ehelosigkeit und Enthaltsamkeit des Klerus auch mit Gewalt durchgesetzt, zum Beispiel in Mailand durch die Pataria.
Um 1100 wurde zum letzten Mal für mehrere Jahrhunderte in der Westkirche die Priesterehe ausdrücklich verteidigt. Weit verbreitet war zum Beispiel die dem Bischof Ulrich von Augsburg fälschlich zugeschriebene Schrift Rescriptio Udalrici, die behauptete, der erzwungene Zölibat sei schriftwidrig und die Sittenlosigkeit der Geistlichen könne nur durch kirchliche Heirat der Weltpriester beendet werden; ein römisches Konzil von 1079 verurteilte diese Schrift.

#### Späteres Mittelalter (12.–15. Jahrhundert)
Im späteren Mittelalter entwickelte sich in der Westkirche eine eindeutige Verpflichtung für alle Subdiakone, Diakone und Priester sowie Ordensleute, ehelos zu leben; eine vollzogene Weihe machte als Ehehindernis eine verbotswidrig geschlossene Ehe nichtig.
Erstmals das Konzil von Pisa 1135 und noch einmal das Zweite Laterankonzil von 1139 beschlossen, dass bestehende Ehen von Geistlichen ungültig sein sollten. Die Beschlüsse von 1139 gelten oft als ein Höhepunkt der kirchlichen Gesetzgebung gegen die Priesterehe und als Beginn eines eindeutigen Pflichtzölibats für alle Inhaber höherer Weihen in der Westkirche. Für das Kirchenrecht des späteren Mittelalters und der Neuzeit spielten diese Beschlüsse allerdings keine große Rolle. Während das Decretum Gratiani und andere kanonistische Sammlungen noch keine klare Aussage über die Nichtigkeit der Ehen von Geistlichen trafen, setzte sich unter Kanonisten ab den 1160er Jahren allmählich die Position durch, dass die Weihe ein Ehehindernis darstellte. Im Liber Extra und in der Summa aurea des Hostiensis, die diese Lehre verbreiteten und dauerhaft als Recht etablierten, wird das Konzil von 1139 nicht erwähnt.
In welchem Grad die kirchenrechtlichen Bestimmungen durchgesetzt wurden, ist oft unklar. Die häufige Wiederholung der immer gleichen Vorschriften auf Synoden und in Predigten gilt als Indiz für eher geringe Akzeptanz. Für das ausgehende Mittelalter gilt es als sicher, dass viele Geistliche illegitime Kinder hatten. Die Akten der Pönitentiarie aus dem 15. Jahrhundert enthalten mehrere tausend Dispense von der nichtehelichen Geburt, darunter als größte Fallgruppe Dispense für Söhne von Priestern, die eigentlich ehelos und enthaltsam hätten leben müssen. Für ihre Töchter ersuchten Priester selten Dispense, ihre Zahl dürfte aber nicht geringer gewesen sein als die der Söhne.

#### Neuzeit
Erfolglose Initiativen zur Aufhebung der Zölibatsverpflichtung der Priester wurden noch im 15. Jahrhundert sowohl auf dem Konzil von Konstanz als auch auf dem Konzil von Basel unternommen. Besonders in der Zeit bis zum Konzil von Trient (1545–1563) kam es in regional unterschiedlichem Ausmaß immer wieder vor, dass Priester offen mit Konkubinen zusammenlebten. Ihnen drohten hohe Geldstrafen; mitunter machten die zu zahlenden Beträge mehr als ein Jahresgehalt aus. In der Zeit der Renaissance-Päpste war das Konkubinat auch unter Bischöfen und im hohen Klerus bis zu den Päpsten weit verbreitet. Jón Arason, der letzte römisch-katholische Bischof Islands in der Reformationszeit, war verheiratet und hatte drei Söhne. Gleichzeitig kamen im Zuge der Reformation starke Strömungen auf, die den Zölibat als christliche Lebensform generell ablehnten und sich darin von der römischen Kirche abgrenzten. Damit stellte der Zölibat der römisch-katholischen Priester ein konfessionsunterscheidendes Merkmal dar, was zu seiner verstärkten Durchsetzung und Rechtfertigung im Zuge der Gegenreformation beitrug.
Mit Auftreten des Reformkatholizismus und Modernismus um 1900 trat auch der Zölibat in den Fokus. Sowohl der Zölibat an sich als auch der Zwang zum Zölibat wurden kritisiert, jedoch herrschte unter den Reformkatholiken keine einheitliche Linie. Zwischen 1900 und 1910 diskutierten deutschsprachige Gegner und Befürworter des Zölibats intensiv und öffentlichkeitswirksam darüber in Monographien und vor allem Zeitschriften, wie in den Freien deutschen Blättern. Mit Beginn des Ersten Weltkrieges verlor die Diskussion jedoch an Bedeutung.

#### Zweites Vatikanisches Konzil
Das Zweite Vatikanische Konzil (1962–1965) betonte in seinem Dekret über Dienst und Leben der Priester Presbyterorum ordinis (Nr. 16), der Zölibat sei „in vielfacher Hinsicht dem Priestertum angemessen“. Das Konzil stellte dazu fest, dass die vollkommene Enthaltsamkeit um des Himmelreiches willen zwar nicht vom Wesen des Priestertums selbst gefordert werde, „wie die Praxis der frühesten Kirche und die Tradition der Ostkirchen zeigt, wo es neben solchen, die aus gnadenhafter Berufung zusammen mit allen Bischöfen das ehelose Leben erwählen, auch hochverdiente Priester im Ehestand gibt“. Die verheirateten Priester der Ostkirchen ermahnte das Konzil, sie mögen „in ihrer heiligen Berufung ausharren und weiterhin mit ganzer Hingabe ihr Leben für die ihnen anvertraute Herde einsetzen“. Für die lateinische Kirche bekräftigte das Konzil den Zölibat: „Diese Heilige Synode billigt und bekräftigt von neuem das Gesetz für jene, die zum Priestertum ausersehen sind, wobei ihr der Geist das Vertrauen gibt, dass der Vater die Berufung zum ehelosen Leben, das ja dem neutestamentlichen Priestertum so angemessen ist, großzügig geben wird, wenn nur diejenigen, die durch das Sakrament der Weihe am Priestertum Christi teilhaben, zusammen mit der ganzen Kirche demütig und inständig darum bitten.“
Im Zuge der Konzilsberatungen zu diesem Thema bezeichnete Papst Paul VI. eine öffentliche Diskussion über die Zölibatverpflichtung als „nicht opportun“. Von Bischöfen aus Lateinamerika war der Vorschlag vorbereitet worden, in Anbetracht des Priestermangels und der Bedürfnisse der ständig zunehmenden Bevölkerung den einzelnen Bischofskonferenzen zu gestatten, sogenannte Viri probati zur Priesterweihe zuzulassen. Auch der Kurienkardinal Augustin Bea plädierte dafür, dass das Konzil „den einen wie den anderen priesterlichen Stand behandeln solle: den Stand der völligen Enthaltsamkeit im Zölibat und den der vollkommenen (um nicht zu sagen idealen) Ehe des verheirateten Priesters“. Die Vorbereitungskommission trug dem Wunsch des Papstes Rechnung und betonte die hohe innere Konvergenz von zölibatärer Lebensweise und priesterlichem Amt und bemühte sich um eine angemessene Würdigung der Stellung der Priester der Ostkirchen und der gleichrangigen Bedeutung von deren Priestertum. Dieser Text wurde dann am 7. Dezember 1965 mit 2390:4 Stimmen vom Konzil angenommen.

### Begründungen

#### Berufung und Nachfolge Christi
Ehelosigkeit „um des Himmelreiches willen“ ist einer der Evangelischen Räte, nach Mt 19,12  eine Empfehlung Christi an jene, die es erfassen können. Einer der wichtigsten Gründe für die Wahl eines zölibatären Lebens ist das Vorbild Jesu Christi, der selbst unverheiratet war und in seine Nachfolge beruft. Auch der hl. Paulus rät dazu (1 Kor 7,27 ) und wünscht, möglichst viele Menschen wären zur ehelosen Lebensweise um Christi willen berufen (1 Kor 7,7 , 1 Kor 7,32-36 ), fügt jedoch hinzu, jeder habe „seine Gnadengabe von Gott, der eine so, der andere so.“
Nach christlicher Überlieferung lebte Jesus zölibatär. Von einer Ehe Jesu wird im Neuen Testament nicht berichtet. Das apokryphe Philippusevangelium nennt eine Partnerin, wurde aber nicht vor 150 n. Chr., höchstwahrscheinlich jedoch im 3. Jahrhundert verfasst, und ist gnostisch beeinflusst und daher ehefeindlich eingestellt. Manche Historiker und Theologen wiesen darauf hin, dass fast alle Juden verheiratet gewesen seien, und schließen daraus, dies gelte auch für Jesus. Demgegenüber wenden andere ein, dass es zur Zeit Jesu allerdings die ehelos lebenden Gemeinschaften der Essener gab und ein zölibatäres Leben somit, wenngleich selten, dennoch bekannt war. Diejenigen Autoren, die eine Ehe Jesu vertreten, argumentieren damit, dass deren Nichtüberlieferung im Neuen Testament theologische Gründe gehabt habe. Möglicherweise sei die Hochzeit zu Kana (2 ) eine stark überarbeitete Überlieferung einer Heirat Jesu selbst; auf starke redaktionelle Bearbeitung würde insbesondere die Nichterwähnung der Brüder Jesu, vor allem aber von Braut und Bräutigam schließen lassen. Auch die nahe Beziehung Maria Magdalenas zu Jesus wurde von einigen Historikern auf eine Verheiratung beider bezogen.

#### Zeichenhaftigkeit
Als entscheidend wird die Zeichenhaftigkeit des Zölibats als Verweis auf das Himmelreich angesehen, wo es nach kirchlicher Lehre jedenfalls die Gottes- und Nächstenliebe geben wird, jedoch nicht mehr die Ehe und die sexuelle Vereinigung von Mann und Frau (vgl. Mk 12,25 ). Wer die heilige Bindung der Ehelosigkeit um des Himmelreiches willen lebt, legt dadurch Zeugnis ab für die im Glauben erwartete zukünftige Welt, in der die menschliche Liebe für Frauen und Männer ihre definitive Erfüllung finden wird. Zugleich wird gegenüber einem einseitig spiritualistischen oder dualistischen Verständnis betont, dass in diesem künftigen Lebensstand auch die eheliche Liebe ihre Vollendung erfährt und in diese Vollendung mit der Auferstehung auch die leibliche Herrlichkeit eingeschlossen ist. Ehe und Ehelosigkeit um des Himmelreiches willen werden so jeweils zu einem Zeichen der alles übersteigenden Liebe Gottes zu den Menschen.

#### Charisma
Unter den theologischen Argumenten spielt insbesondere das Verständnis des Zölibats als Charisma, als Geschenk Gottes, eine Rolle. Gegner des Zölibats meinen jedoch, dass denjenigen, denen die charismatische Ehelosigkeit tatsächlich gegeben worden ist, keine Verpflichtung bräuchten, da sie freiwillig diese Lebensform wählten. Außerdem betonen sie, dass die Berufung zum Priestertum von der Berufung zur Ehelosigkeit zu trennen sei, und verweisen unter anderem auf das Zweite Vatikanische Konzil, das die Ehelosigkeit für das Priestertum zwar nicht als notwendig, jedoch als „angemessen“, bezeichnet und für den Bereich der lateinischen Kirche daran festhält:

„Die Kirche hat die vollkommene und ständige Enthaltsamkeit um des Himmelreiches willen, die von Christus dem Herrn empfohlen, in allen Jahrhunderten bis heute von nicht wenigen Gläubigen gern angenommen und lobenswert geübt worden ist, besonders im Hinblick auf das priesterliche Leben immer hoch eingeschätzt. Ist sie doch ein Zeichen und zugleich ein Antrieb der Hirtenliebe und ein besonderer Quell geistlicher Fruchtbarkeit in der Welt. Zwar ist sie nicht vom Wesen des Priestertums selbst gefordert, wie die Praxis der frühesten Kirche und die Tradition der Ostkirchen zeigt, wo es neben solchen, die aus gnadenhafter Berufung zusammen mit allen Bischöfen das ehelose Leben erwählen, auch hochverdiente Priester im Ehestand gibt.“

#### Kultische Reinheit
Kultische Reinheit spielte bereits im Alten Testament bei den jüdischen Priestern in Bezug auf ihren Tempeldienst eine Rolle. Diesen war jedoch nach den mosaischen Gesetzen die Heirat erlaubt, wenn auch nur mit jungfräulichen Israelitinnen (3. Buch Mose Kapitel 21) oder Witwen, die mit einem Priester verheiratet waren (Hesekiel Kapitel 44). So hat sich das Argument der kultischen Reinheit wegen der täglichen Zelebration des heiligen Messopfers zwar seit der frühen Kirche bis hin zum Zweiten Vatikanischen Konzil als Aspekt offizieller Denk- und Lesart vatikanischer Verlautbarungen erhalten, wurde aber letztlich unter dem Eindruck der Rückbesinnung dieses Konzils auf die biblischen Aussagen fallengelassen.

#### Einsatzfähigkeit
Als eine weitere Begründung wird die völlige Einsatzfähigkeit und Verfügbarkeit für die Tätigkeiten im priesterlichen Dienst genannt. Dieses Argument geht auf den Apostel Paulus zurück (1 Kor 7,32 ). Ehelose Priester könnten sich mehr für ihre Gemeinde einsetzen und bräuchten bei der Ausübung ihrer Tätigkeit keine Rücksicht auf eine Ehefrau oder eigene Kinder zu nehmen. Vergleichende und belegende Erhebungen fehlen allerdings, die Kraft gebende Liebesbeziehung in Ehe und Familie werde dabei ignoriert. Durch Sublimation soll der Zölibatäre Kräfte, die nicht für die Befriedigung des Sexualtriebs benötigt werden, in spirituelle Energie umwandeln.

#### Bibelstellen im Neuen Testament
Folgende Bibelstellen beziehen sich auf die freiwillige Ehelosigkeit und werden von manchen Theologen als Begründung für den Zölibat verwendet:

„Wenn jemand zu mir kommt und nicht Vater und Mutter, Frau und Kinder, Brüder und Schwestern, ja sogar sein Leben gering achtet, dann kann er nicht mein Jünger sein.“

„Nicht alle können dieses Wort erfassen, sondern nur die, denen es gegeben ist. Denn es ist so: manche sind von Geburt an zur Ehe unfähig, manche sind von den Menschen dazu gemacht und manche haben sich selbst dazu gemacht – um des Himmelreiches willen.“

„Ich wünschte, alle Menschen wären [unverheiratet] wie ich [Paulus]. Doch jeder hat seine Gnadengabe von Gott, der eine so, der andere so.“

„Was die Frage der Ehelosigkeit angeht, so habe ich kein Gebot vom Herrn. Ich gebe euch nur einen Rat als einer, den der Herr durch sein Erbarmen vertrauenswürdig gemacht hat. Ich meine, es ist gut wegen der bevorstehenden Not, ja, es ist gut für den Menschen, so zu sein.“

„Ich wünschte, ihr wäret ohne Sorgen. Der Unverheiratete sorgt sich um die Sache des Herrn; er will dem Herrn gefallen. Der Verheiratete sorgt sich um die Dinge der Welt; er will seiner Frau gefallen. So ist er geteilt.
Die unverheiratete Frau aber und die Jungfrau sorgen sich um die Sache des Herrn, um heilig zu sein an Leib und Geist. Die Verheiratete sorgt sich um die Dinge der Welt; sie will ihrem Mann gefallen. Das sage ich zu eurem Nutzen: nicht um euch eine Fessel anzulegen, vielmehr, damit ihr in rechter Weise und ungestört immer dem Herrn dienen könnt.“

„Wenn nämlich die Menschen von den Toten auferstehen, werden sie nicht mehr heiraten, sondern sie werden sein wie die Engel im Himmel.“

Folgende Bibelstellen, die sich auf Ehe und Sexualität beziehen, spielten und spielen in der Debatte um den Zölibat ebenfalls eine prominente Rolle:

„Es ist gut für den Mann, keine Frau zu berühren. Wegen der Gefahr der Unzucht soll aber jeder seine Frau haben und jede soll ihren Mann haben.“

„Den Unverheirateten und den Witwen sage ich: Es ist gut, wenn sie so bleiben wie ich. Wenn sie aber nicht enthaltsam leben können, sollen sie heiraten. Es ist besser zu heiraten, als sich in Begierde zu verzehren.“

„Deshalb soll der Bischof ein Mann ohne Tadel sein, nur einmal verheiratet, nüchtern, besonnen, von würdiger Haltung, gastfreundlich, fähig zu lehren; er sei kein Trinker und kein gewalttätiger Mensch, sondern rücksichtsvoll; er sei nicht streitsüchtig und nicht geldgierig. Er soll ein guter Familienvater sein und seine Kinder zu Gehorsam und allem Anstand erziehen.“

### Bruch des Zölibatsversprechens
Im allgemeinen Kirchenrecht legt der Canon 1395 für ein Vergehen gegen die übernommene Zölibatsverpflichtung keine konkrete Strafe fest. Lediglich wenn ein Kleriker in seiner pflichtverletzenden Beziehung verharrt, erfolgt automatisch die Suspension. Bei weiterer Fortsetzung der Beziehung können weitere Kirchenstrafen bis hin zur Entlassung aus dem Klerikerstand (Laisierung) verhängt werden. Über das konkrete Vorgehen entscheidet immer der zuständige Ordinarius.
Nur unter der Voraussetzung der Laisierung können Priester kirchlich heiraten, da die Weihe ein Ehehindernis darstellt. Mitte 2009 erklärte die Kleruskongregation die Laisierung von Priestern künftig vereinfachen zu wollen, um dadurch eine rechtlich klarere Situation der Betroffenen zu erreichen.
Trotz Zölibatsverpflichtung gibt es römisch-katholische Priester, die Beziehungen eingehen und auch Kinder zeugen. Aufsehen erregte 1995 der Fall von Hansjörg Vogel, der als Bischof von Basel zurücktrat, als bekannt wurde, dass er Vater würde. Ebenso verhielt es sich 1992 in Irland, als dort die Vaterschaft des Bischofs Eamon Casey in Galway bekannt wurde.
Hamburgs Weihbischof Hans-Jochen Jaschke sprach sich gegen eine Tabuisierung der Situation von zölibatsbrüchigen Priestern aus. Für eine Abschaffung des Zölibats sah er dagegen keinen Anlass.
Nach Angaben der Jesuitenzeitschrift La Civiltà Cattolica 2007 haben in den Jahren 1967 bis 2006 69.000 Priester ihr Amt aufgegeben, um zu heiraten. 11.200 sind nach einer Trennung oder nach dem Tod der Partnerin ins Amt zurückgekehrt.

### Neuere Diskussion innerhalb der römisch-katholischen Kirche
Die Regelung der Verpflichtung zum zölibatären Leben wurde die gesamte Kirchengeschichte hindurch kontrovers diskutiert. Einen neueren Ausdruck fanden diese Diskussionen im Anschluss an das zweite Vatikanische Konzil beispielsweise auf der Gemeinsamen Synode der Bistümer in der Bundesrepublik Deutschland (1971–1975). Bereits im Februar 1970 hatten sich neun Theologen, darunter Joseph Ratzinger und Walter Kasper, die sich von dieser Position jedoch später wieder abwandten, sowie Karl Lehmann und Karl Rahner, in einem Memorandum an die deutschen Bischöfe gewandt und darum gebeten, die Pflicht der Priester zur Ehelosigkeit auf den Prüfstand zu stellen. Diese Vorschläge wurden in einer Erklärung der Deutschen Bischofskonferenz zwar allgemein aufgenommen, blieben jedoch ohne praktische Konsequenzen.
1969 forderten auf dem Pastoraal Concilie der Niederlande in Noordwijkerhout die große Mehrheit der Delegierten die Abschaffung der priesterlichen Zölibatsverpflichtung, die meisten Bischöfe enthielten sich dabei der Stimme. Der Apostolische Nuntius in den Niederlanden, Angelo Felici, verließ unmittelbar vor der Abstimmung unter Protest den Saal. Die Bischöfe erklärten sich trotz der mehrheitlichen Enthaltung unter Führung des Utrechter Kardinals Bernard Jan Alfrink bereit, das Ergebnis in Rom vorzutragen. Papst Paul VI. äußerte sich „tief betrübt“ über die Voten der Niederländer. Auch führte der Beschluss in der katholischen Kirche der Niederlande zu völlig ungeordneten Zuständen und in der Folge zur Einberufung einer niederländischen Partikularsynode durch Papst Johannes Paul II. in Rom 1979. Dort beschlossen die einberufenen Bischöfe mehrheitlich, die Ergebnisse des Pastoralkonzils von Noordwijkerhout für null und nichtig zu erklären.
Der Theologe und spätere Kurienkardinal Gerhard Ludwig Müller sprach sich 1992 im Rückblick auf eine Projektreise nach Peru, die er 1988 unternommen hatte, für die Zulassung verheirateter Männer zum Priestertum aus, um „in den vielen schwer erreichbaren Gemeinden oder in den städtischen Massenpfarreien religiös ausgewiesenen und theologisch ausgebildeten Familienvätern die Priesterweihe zu spenden, damit sie vor Ort die pastoralen und liturgischen Grunddienste ausüben können.“ Müller könne sich vorstellen, dass Gemeindeleitungs-Teams aus zölibatären und verheirateten Priestern gebildet werden können, und erklärte: „Eine solche Neukonzeption widerspräche nicht der Tradition der Kirche. Denn die Treue zur Tradition bedeutet nicht, dass die Kirche in jedem Fall nur der vergangenen Geschichte verpflichtet ist, sondern vielmehr noch der zukünftigen Geschichte, für die die Kirche ihre immer identische Sendung zum Heilsdienst auszuüben hat.“
Derzeitige Zölibatsdiskussionen bewegen sich vor allem um die Frage des Priestermangels. Dieser wird von der einen Seite als Argument für die Abschaffung der Zölibatsverpflichtung der Priester ins Feld geführt, von der Gegenseite wird bestritten, dass es hier einen kausalen Zusammenhang bzw. weltkirchlich gesehen überhaupt einen Priestermangel gibt. Auch diese Diskussionen wurden von der Kurie und den Bischofssynoden bisher entweder nicht aufgenommen oder zurückgewiesen.
Bei der Bischofssynode zum Thema Amazonien – neue Wege für die Kirche und eine ganzheitliche Ökologie (Amazonassynode) im Oktober 2019 stimmten 128 stimmberechtigte Bischöfe bei 41 Gegenstimmen dafür, den zuständigen Autoritäten zu empfehlen, im Amazonasgebiet ständige Diakone nach Durchlaufen einer priesterlichen Ausbildung auch dann zu Priestern zu weihen, wenn sie schon eine Familie gegründet hätten. Mit der Zulassung solcher Männer zur Weihe solle die Seelsorge und die Feier der Eucharistie in Gemeinden sichergestellt werden, die besonders unter Priestermangel leiden. In seinem nachsynodalen Schreiben Querida Amazonia („geliebtes Amazonien“) vom 2. Februar 2020 griff Papst Franziskus dieses Votum nicht auf, stattdessen solle die Bischofskonferenz andere Anstrengungen unternehmen, um auch in entlegenen Teilen der Amazonasregion die Eucharistiefeier häufiger zu ermöglichen.

## Zölibat in weiteren Konfessionen

### Altkatholische Kirche
In der altkatholischen Kirche gibt es für Priester keine Pflicht zum ehelosen Leben (Zölibat).

### Anglikanische Kirchengemeinschaft
Die anglikanische Kirchengemeinschaft kennt keine Zölibatsverpflichtung für Priester oder Bischöfe (Art. 32 der 39 Religionsartikel von 1571).

### Armenische apostolische Kirche
In der armenischen apostolischen Kirche dienen sowohl verheiratete als auch zölibatäre Priester. Letztere werden Abegha („Priestermönche“) genannt und tragen eine schwarze kapuzenförmige Kopfbedeckung, genannt Veghar, die die Herrschaft der Kirche über sie symbolisiert. Bischöfe, Erzbischöfe und die Katholikoi werden aus den Reihen der zölibatären Priester berufen.

### Lutherische Kirchen
Kritik an den Missständen, die sich aus der Verbreitung des Konkubinats ergaben, war schon im Spätmittelalter auch innerhalb der Kirche zu vernehmen. Eine ethische und ordnungspolitische Wertschätzung der Ehe gibt es schon im Humanismus (Leon Battista Alberti, Albrecht von Eyb, Erasmus von Rotterdam und auch Luthers Gegenspieler Hieronymus Emser) und auch in der spätmittelalterlichen Handwerkerkultur. Luthers Ablehnung des Zölibats dagegen gründete auf seiner Rechtfertigungslehre („sola gratia“). Denn wenn der Mensch nichts für sein Seelenheil tun kann, als an Christus zu glauben, weil alles allein von der Gnade Gottes abhänge, dann folge daraus, dass jede menschliche Anstrengung, mehr für das eigene Seelenheil zu tun, als der Gehorsam gegenüber den zehn Geboten erfordere, unweigerlich den betreffenden Menschen in Selbstüberheblichkeit verfallen lasse.
Die Schöpfungsordnung sieht dagegen nach Luther für alle Menschen die Ehe vor, die den Menschen vor den Sünden, die aus der Triebhaftigkeit entspringen, schützen solle. Dieser Triebhaftigkeit sind alle Menschen ausgesetzt (oder jedenfalls fast alle), ebenso wie der göttliche Auftrag, sich zu vermehren, an alle Menschen gerichtet sei. Das Ehelosigkeitsversprechen dagegen war für Luther das Paradebeispiel für die menschliche Vermessenheit, durch eigene Willenskraft etwas für das Seelenheil zu tun und so aus menschlichem Ermessen „Stände“ zu erfinden, die in Gottes Schöpfungsordnung eigentlich nicht vorgesehen seien.
Daher kommt die große Bedeutung, die die Lutheraner ihrer eigenen Hochachtung der Ehe zugemessen haben, obwohl sie ja eigentlich vor Augen haben mussten, dass auch für Katholiken, die nicht dem geistlichen Leben angehören, die Ehe als weltlicher Ordnungsfaktor genauso wichtig war wie für sie. Trotzdem verkündeten die lutherischen Pastoren unermüdlich, dass im Katholizismus die Ehe verachtet werde. Die Ehe war wichtig für das Selbstbild der Protestanten, durch das sie sich vom Papsttum abgrenzten. Die Pflicht zur Ehe war für Lutheraner die in die Alltagspraxis übertragene Konsequenz der lutherischen Rechtfertigungslehre.
Eine der ersten reformatorischen Schriften, die sich kritisch mit dem Zölibat auseinandersetzten, stammt von Johann Eberlin von Günzburg. Eine in Augsburg verlegte Schrift aus dem Jahre 1522 trägt den vielsagenden Titel: Wie gar gefährlich es sei, wenn ein Priester keine Ehefrau hat! Eberlin griff dort mit biblischen und historischen Gründen den Zölibat an und schilderte dessen öffentliche Schädlichkeit. Er appellierte an die Bischöfe, ihren Widerstand gegen die Priesterehe aufzugeben.

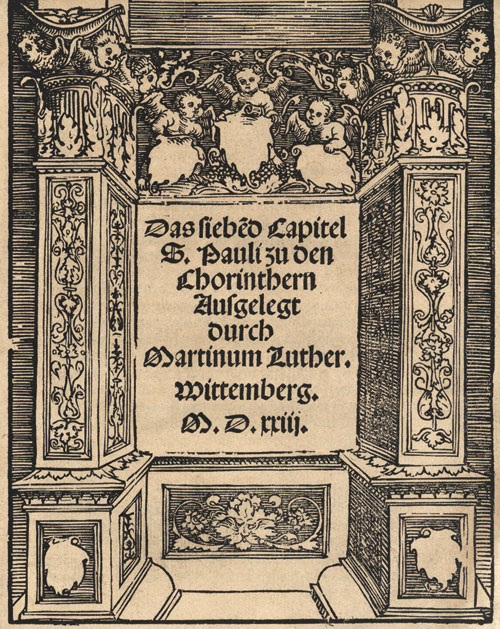
Luthers Auslegung des 7. Kapitels des 1. Korintherbriefs – eine Streitschrift gegen den Zölibat (1523)

Bereits 1520 forderte Martin Luther in seiner Schrift An den christlichen Adel deutscher Nation von des christlichen Standes Besserung, dass der Zölibat abgeschafft werden solle.
Schon im Juni 1525 brach Martin Luther Ordensgelübde und Zölibatsversprechen, indem er die ehemalige Nonne Katharina von Bora heiratete und Kinder zeugte. In einem Brief an Georg Spalatin schreibt er am 16. Juni 1525: „Ich habe mich durch diese Heirat so verächtlich und gering gemacht, dass alle Engel, wie ich hoffe, lachen und alle Teufel weinen mögen. Die Welt und ihre Klugen verstehen dieses fromme und heilige Werk Gottes noch nicht und machen es an meiner Person gottlos und teuflisch“.
Einen Tag später schrieb Luther an Michael Stiefel: „Bete Du für mich, dass Gott meinen neuen Lebensstand segne und heilige. Denn die Klüglinge sind mächtig erzürnt, auch unter den Unseren. Sie müssen erkennen, dass die Ehe Gottes Werk sei“.
Unter den „Unseren“ befand sich beispielsweise auch Philipp Melanchthon, der den Bruch Luthers mit dem Zölibat zunächst nicht verstand und nicht billigte.
Artikel 23 der Confessio Augustana von 1530 bündelt in Art. 23 dann die Überlegungen der Reformation. Der Bekenntnistext führt aus, der Priester dürfe heiraten, weil Gottes Schöpfungsordnung die Ehe vorsehe (1. Mose 1,27 ). Fernerhin sei es sogar seine Pflicht zu heiraten, wenn er anderenfalls in Unzucht fallen würde (1 Kor 7,2.9 ).

### Orthodoxe Kirchen
In den orthodoxen Kirchen werden überwiegend verheiratete Männer zu Diakonen und Priestern geweiht, der Zölibat ist die Ausnahme. Nach der Weihe allerdings dürfen sie, wenn sie Witwer werden, kein zweites Mal heiraten. Bischöfe gehören in der Regel dem Mönchsstand an, leben daher ehelos. Die orthodoxen Kirchen unterscheiden zwischen „weißer“ Geistlichkeit (verheiratete Gemeindepriester) und „schwarzer“ Geistlichkeit (ehelos lebende Nonnen, Mönche und Bischöfe).

### Reformierte Kirchen
Die reformierten Kirchen lehnten den Zölibat ab, da er nicht in der Bibel vorgeschrieben sei. Im 19. Jahrhundert entstanden jedoch sowohl in lutherischen als auch in reformierten Gegenden Diakonissengemeinschaften, die ein zölibatäres Leben führen.

### Evangelische Freikirchen
Die Kirchengemeinschaften, die wie die Mennoniten auf die radikal-reformatorische Täuferbewegung zurückgehen, kennen keinen Zölibat. Dies gilt ebenso für Unitarier und später entstandene evangelische Freikirchen wie die Baptisten. Im Umfeld des radikalen Pietismus haben sich im 18. Jahrhundert aber auch zölibatär lebende Gemeinschaften entwickelt, wie etwa die von Johann Georg Rapp gegründete Harmony Society in Pennsylvania, die den Inspirierten nahestand, und die aus den täuferisch-pietistischen Schwarzenau Brethren entstandene Gemeinschaft des Ephrata Cloisters. Unter den Einwohnern des Ephrata Cloisters fanden sich neben Brethren auch Mennoniten und Einwohner mit anderem konfessionellen Hintergrund. Zu nennen sind auch die aus den Quäkern hervorgegangenen Shaker.

## Andere Religionen

### Antike Religionen
Ein Beispiel für sexuell enthaltsame Lebensformen in antiken Religionen sind die Priesterinnen der Vesta. Während ihrer dreißigjährigen Amtszeit hatten die Vestalinnen ihre Jungfräulichkeit zu bewahren. Eine unkeusche Vestalin wurde aus der Priesterschaft entfernt und lebendig begraben, ihr „Verführer“ zu Tode gepeitscht.

### Buddhismus
Im Buddhismus werden Frauen teilweise als Hemmnis auf dem Weg der Mönche zur Erleuchtung angesehen. Im Theravada-Buddhismus und teilweise auch im tibetischen Buddhismus bestimmen Ordensvorschriften für Mönche und Nonnen ein zölibatäres Leben.

### Hinduismus
Nach einer alten Vorstellung im Hinduismus ist brahmacarya das erste von vier Lebensstadien (Sanskrit asrama) eines gläubigen Hindus. In diesem lebt er zwölf Jahre enthaltsam, um im folgenden zweiten Lebensstadium (grhastha) seine aufgestaute sexuelle Energie auf die Zeugung männlicher Nachkommen zu verwenden. Das dritte Stadium (vanaprastha) ist ebenfalls nicht zölibatär. Im vierten Lebensstadium gegen Ende des Lebens wählt der sannyasin neben anderen Formen der Askese auch den Verzicht auf Sexualität, um die Erlösung aus dem Kreislauf materieller Wiederverkörperungen vorzubereiten.

### Judentum
Das Judentum lehnt den Zölibat aus grundsätzlichen Gründen ab. Nach jüdischer Tradition ist die (auch körperliche) Liebe eines der höchsten Geschenke Gottes. Dieses Geschenk zurückzuweisen, ist nach jüdischer Sicht ein Vergehen. Rabbiner können daher in allen jüdischen Strömungen heiraten und Kinder haben.

### Islam

#### Sunniten und Schiiten
Die Hauptströmungen des Islam, die Sunniten wie die Schiiten lehnen den Zölibat ab. Die ablehnende Haltung Mohammeds gegenüber dem Mönchtum, wird bei folgender Aussage (Sahih Al-Bukhari, Hadith Nr. 4776) bestätigt:
"Was mich wirklich angeht, so bin ich bei Allah unter euch derjenige, der Allah am meisten fürchtet und Ihm gegenüber am frömmsten ist. Dennoch faste ich und breche ich mein Fasten, bete und gehe ich schlafen und heirate die Frauen. Wer sich von diesem meinem Weg (Sunnah) abwendet, der gehört nicht zu mir.”
Auch bestätigt der Koran, dass die Ehe zwischen Mann und Frau nicht nur erwünscht, sondern auch nachdrücklich empfohlen wird. Dies um inneren Frieden zu finden und jede Versuchung zur Unzucht (sexuelle Handlung außerhalb der Ehe – Zinā) zu vermeiden. Dies ist in der 30. Sure in Vers 21 nachzulesen:
„Und es gehört zu Seinen Zeichen, dass Er euch aus euch selbst Gattinnen erschaffen hat, damit ihr bei ihnen Ruhe findet; und Er hat Zuneigung und Barmherzigkeit zwischen euch gesetzt. Darin sind wahrlich Zeichen für Leute, die nachdenken“.

#### Sufismus
Im Sufismus kommen vereinzelt zölibatäre Lebensformen vor, vor allem im Kontext mit anderen Praktiken der Askese. So wird von den frühen Sufis Ibrahim ibn Adham und Bāyazīd Bistāmī berichtet, dass sie zölibatär lebten. Der Zölibat wurde auch von heiligen Sufistinnen praktiziert, die bekannteste ist Rabia von Basra. Der Kontext für diese Praxis liegt einigen Islamwissenschaftlern zufolge im Wunsch der Grenzüberschreitung, z. B., um eine Form der geschlechtsneutralen Reinheit zu erreichen oder einen metaphorischen Tod des Körpers zu erleben, ohne wirklich physisch zu sterben.

## Zölibat und mögliche gesellschaftliche Folgen
Die freiwillige Ehelosigkeit als charismatisches Zeichen ist in ihrer geistlichen Bedeutung für die Kirche unbestritten. Im Mai 2019 bezeichnete Papst Franziskus in einem informellen Gespräch mit Anwärtern für den diplomatischen Dienst des Heiligen Stuhls die priesterliche Ehelosigkeit als ein kostbares Geschenk, das man bewahren müsse.
Die persönlichen und gesellschaftlichen Folgen hat Fritz Leist Anfang der 1970er Jahre dokumentiert und die starke, oft lebenslange negative Prägung der Kleriker durch den Pflichtzölibat thematisiert.
Der behauptete Zusammenhang zwischen Missbrauchsfällen und dem Zölibat ist umstritten. Die John-Jay-Studie von 2004 zu den Ursachen von Missbrauch in katholischen Einrichtungen der Vereinigten Staaten stellte dazu fest, dass der priesterliche Zölibat seit dem 11. Jahrhundert ein konstanter Faktor in der römisch-katholischen Kirche war und daher nicht die Ursache für den Anstieg der Anzahl von Missbrauchsfällen in den 1970ern und 1980er und den anschließenden Abfall sein könne. Hinzu kommt, dass der Anstieg der Missbrauchsfälle in der römisch-katholischen Kirche von den 1950ern bis 1970ern und der anschließend einsetzende Abfall der Fallzahlen mit den gesamtgesellschaftlichen Entwicklungen von Missbrauchsfällen konform ging. Positiv wirkte sich nach der Studie allerdings auch aus, dass in den Priesterseminaren der Vereinigten Staaten seit 1992 eine deutlich verbesserte Ausbildung in Hinblick auf das Leben im Zölibat erfolgte. Dabei wurde nicht mehr nur der Zölibat als Ideal erwartet, sondern konkrete Fortbildungseinheiten und Austauschmöglichkeiten zur persönlichen Entwicklung und zum Leben in Gemeinschaft unter der Bedingung des Zölibats angeboten. In Kombination mit einer gesteigerten Sensibilität gegenüber dem Thema Missbrauch trägt auch diese verbesserte Ausbildung zu dem aktuell niedrigen Niveau an bekannten Missbrauchsfällen bei.
Hans-Ludwig Kröber, Professor für Forensik, rechnete vor, dass „nichtzölibatär lebende Männer mit einer 36 Mal höheren Wahrscheinlichkeit zu Missbrauchstätern als katholische Priester“ werden. Seine Berechnung wurde kritisiert: Der Anteil der überführten Straftäter unter zölibatär lebenden Männern sei im Mittel nur etwas geringer als der unter nicht zölibatär lebenden Männern. Der Kriminologe Christian Pfeiffer vom Kriminologischen Forschungsinstitut Niedersachsen wies darauf hin, dass der Anteil der zölibatär lebenden Männer unter sexuellen Straftätern im Bereich von 0,1 % liege. Bei einem Anteil von 0,05 % der katholischen Priester, 15.136 katholische Priester (2010) zu 31 Millionen, an der männlichen Gesamtbevölkerung zwischen 20 und 80 Jahren entspricht dies in etwa dem Durchschnitt der zu erwartenden Taten.
Der Kriminologe Arthur Kreuzer unterstrich, dass die im Zusammenhang mit Missbrauch problematischen strukturellen Bedingungen innerhalb katholischer Organisationen dieselben sind wie in jeder anderen Einrichtung, die mit Kindern arbeitet. Entsprechend plädierte er abseits von Zölibatsdiskussionen eher für praktische Verbesserungen und Präventionsmechanismen. Man brauche daher katholische Schulen auch nicht pauschal als „Biotope für pädophil Veranlagte“ zu diffamieren. Damit zielte Kreuzner auf eine Äußerungen des Regensburger Forensikers Michael Osterheider oder des Psychoanalytikers Micha Hilgers, die vor allem mit einer unterstellten Attraktivität des Zölibats für Menschen mit Paraphilien argumentierten.
Die Ende 2012 vorgestellte und unter Leitung von Norbert Leygraf, dem Direktor des Instituts für Forensische Psychiatrie der Universität Essen-Duisburg, durchgeführte Studie „Sexuelle Übergriffe durch katholische Geistliche in Deutschland – Eine Analyse forensischer Gutachten 2000–2010“ (sog. Leygraf-Studie) kam vielmehr zum Ergebnis, dass „sexuelle Missbrauchshandlungen an Minderjährigen […] auch innerhalb der katholischen Kirche aus Beweggründen begangen [werden], die sich überwiegend dem normalpsychologischen Bereich zuordnen lassen und nicht einer krankhaften oder gestörten Psychopathologie entspringen. Man mag dem Zölibat kritisch gegenüberstehen, aber eine Koppelung der Debatten um sexuellen Missbrauch durch Geistliche und den Zölibat entbehrt jeglicher wissenschaftlichen Grundlage. Die Verantwortung für sexuelle Missbrauchshandlungen ist bei den Tätern zu suchen und kann nicht auf die Institution ‚katholische Kirche‘ übertragen werden, wie es in der derzeitigen medialen Berichterstattung häufig der Fall ist.“ Laut Studie liegen bisher auch „keine empirischen Befunde vor, die belegen könnten, dass ein gewollter oder ungewollter Verzicht auf Sexualität und/oder Partnerschaft das Risiko für Sexualdelikte erhöht.“
Der Theologe und Psychiater Manfred Lütz weist darauf hin, dass der Hinweis auf das Zölibatsgebot „nicht selten zu den verlogenen Entschuldigungsstrategien“ der Täter gehöre und man unbeabsichtigt das Geschäft der Täter betreibe, indem man den Zölibat als mögliche Ursache nenne.

### Bibliographien
- Agoston Roskovány: Coelibatus, et Breviarium. Duo gravissima clericorum officia, e monumentis omnium seculorum demonstrata. Tomus IV. Literatura de coelibatu. Beimel & Kozma, Pest 1861, Digitalisat (Kommentierte Bibliographie zu Quellen und Literatur vom 1. Jahrhundert bis 1859, in lateinischer Sprache.)
- Georg Denzler, Heinz-Jürgen Vogels, Hans-Urs Wili (Hrsg.): Internationale Bibliographie zum Priesterzölibat (1520–2014). Ein Findbuch für Recherche und Diskussion (= Beiträge zu Theologie, Kirche und Gesellschaft im 20. Jahrhundert, Bd. 27). LIT Verlag Berlin / Münster 2015, ISBN 978-3-643-13276-5 (online).

### Einzelveröffentlichungen
- Klaus Berger: Zölibat. Eine theologische Begründung. St. Benno, Leipzig 2009, ISBN 978-3-7462-2689-7.
- Johannes Bours, Franz Kamphaus: Leidenschaft für Gott. Ehelosigkeit, Armut, Gehorsam. Herder, Freiburg 1991, ISBN 3-451-19435-X.
- Annette Bruhns, Peter Wensierski: Gottes heimliche Kinder, Töchter und Söhne von Priestern erzählen ihr Schicksal. dtv, München 2006, ISBN 3-423-34274-9.
- Stephen E. Buckwalter: Die Priesterehe in der frühen Reformation. Gütersloher Verlagshaus, Gütersloh 1998, ISBN 3-579-01736-5.
- Christian Cochini: Apostolic Origins of Priestly Celibacy. Ignatius Press, San Francisco 1990.
- Georg Denzler: Die Geschichte des Zölibats. 2. Auflage Herder, Freiburg 2016, ISBN 978-3-451-06887-4.
- Georg Denzler: Mein 44. Jahr – Rund um das Zölibatsgesetz. Persönliche Bilanz eines Kirchenhistorikers. Mit einer Bibliographie (= Theologie Biographisch Bd. 1, 2). LIT Verlag, Berlin / Münster, 2016, ISBN 978-3-643-13212-3.
- Horst Fuhrmann: «Edle Pfarrersfrau» - arme Pfarrersfrau. In: ders.: Überall ist Mittelalter. Von der Gegenwart einer vergangenen Zeit. Verlag C.H. Beck, München 1996, ISBN 3-406-40518-5, S. 50–171.
- Herbert Doms: Vom Sinn des Zölibats, Verlag Regensberg Münster mit Imprimatur vom 4. September 1954.
- Anton Grabner-Haider: Von Gott gewollt? Verheiratete katholische Priester und ihre Familien. Böhlau, Wien 2008, ISBN 978-3-205-77738-0.
- Roger Gryson: Les origines du célibat ecclésiastique du premier au septième siècle, Duculot, Gembloux 1970. Digitalisat
- Gerd Hamburger: Katholische Priesterehe oder Der Tod eines Tabus, Rowohlt, Reinbek bei Hamburg 1968 DNB 456868577.
- Stefan Heid: Zölibat in der frühen Kirche. 3. Auflage. Schöningh, Paderborn 2003, ISBN 3-506-73926-3.
- Horst Herrmann: Die Heiligen Väter. Päpste und ihre Kinder. Aufbau Taschenbuch-Verlag, Berlin 2004, ISBN 3-7466-8110-3.
- Ludwig Hödl: Zölibat. I. Theologie. In: Lexikon des Mittelalters (LexMA). Band 9. LexMA-Verlag, München 1998, ISBN 3-89659-909-7, Sp. 663–665.
- David G. Hunter: Clerical Marriage and Episcopal Elections in the Latin West: From Siricius to Leo I. In: Johan Leemans, Peter van Nuffelen, Shwan W. J. Keough, Carla Nicolaye (Hrsg.): Episcopal Elections in Late Antiquity (= Arbeiten zur Kirchengeschichte. Band 119). De Gruyter, Berlin 2011, S. 183–202 doi:10.1515/9783110268607.183
- Karin Jäckel, Thomas Forster: …weil mein Vater Priester ist. Bastei Lübbe, Bergisch Gladbach 2002, ISBN 3-404-61503-4.
- Karin Jäckel: Sag keinem, wer dein Vater ist. Das Schicksal von Priesterkindern. Bastei Lübbe, Bergisch Gladbach 2004, ISBN 3-404-60543-8
- Jacobsen, Friedberg: Cölibat. In: Realencyklopädie für protestantische Theologie und Kirche (RE). 3. Auflage. Band 4, Hinrichs, Leipzig 1898, S. 204–208.
- Fritz Leist: Zum Thema Zölibat – Bekenntnisse von Betroffenen, Kindler Verlag, München 1973, ISBN 3-463-00553-0.
- Hubertus Mynarek: Eros und Klerus. Vom Elend des Zölibats. Econ, Wien/Düsseldorf 1978, ISBN 3-426-03628-2.
- Paul Picard: Zölibatsdiskussion im katholischen Deutschland der Aufklärungszeit. Patmos, Düsseldorf 1975, ISBN 3-491-78442-5.
- Richard M. Price: Zölibat. II. Kirchengeschichtlich. In: TRE, Band 36 (2004), S. 722–739.
- Uta Ranke-Heinemann: Eunuchen für das Himmelreich. Katholische Kirche und Sexualität. Hoffmann und Campe, Hamburg 1988; wesentlich erweiterte Taschenbuch-Neuausgabe: Heyne, München 2003, ISBN 3-453-16505-5.
- Marc Rothballer (Hrsg.): Der Zwang zum Zölibat: Schriften Otto Sickenbergers aus den Jahren 1903–1911. Independently Published, Luxembourg 2020, ISBN 978-1-08-948968-9
- Bernhard Schimmelpfennig: Zölibat und Lage der „Priestersöhne“ vom 11. bis zum 14. Jahrhundert. In: Historische Zeitschrift. Band 227, Heft 1, August 1978, S. 1–44; Neudruck in: Georg Kreuzer, Stefan Weiß (Hrsg.): Papsttum und Heilige. Kirchenrecht und Zeremoniell. Ausgewählte Aufsätze. Ars et Unitas, Neuried 2005, ISBN 3-936117-62-4, S. 133–176.
- A. W. Richard Sipe: Sexualität und Zölibat. Schöningh, Paderborn 1992, ISBN 3-506-78559-1.
- Alfons Maria Stickler: Der Klerikerzölibat. Seine Entwicklungsgeschichte und seine theologischen Grundlagen. Kral Verlag, Abensberg 1993, ISBN 3-87442-038-8, unveränderte 3. Auflage Sarto-Verlag, Bobingen 2012, ISBN 978-3-943858-03-7.
- Heinz-Jürgen Vogels: Pflichtzölibat: Eine kritische Untersuchung. Kösel, München 1978; später als: Priester dürfen heiraten: Biblische, geschichtliche und rechtliche Gründe gegen den Pflichtzölibat. Köllen, Bonn 1992; dann als: Zölibat – eine Gabe, kein Gesetz: Biblische, geschichtliche und rechtliche Gründe gegen den Pflichtzölibat. Wehle, Bad Neuenahr 2004, ISBN 3-935307-28-4.
- Heinz-Jürgen Vogels: Zölibat als Gnade und als Gesetz. Hiersemann, Stuttgart 2013, ISBN 978-3-7772-1309-5. (Rezension, FAZ, 16. Juli 2013).
- Hubert Wolf: Zölibat. 16 Thesen. Beck, München 2019, ISBN 978-3-406-74185-2.
- Hans Conrad Zander: Zehn Argumente für den Zölibat. Ein Schwarzbuch. Patmos, Düsseldorf 1997, ISBN 3-491-72375-2; 2. Auflage 2008, ISBN 978-3-491-72533-1.
- Hartmut Zapp: Zölibat. II. Kanonisches Recht. In: Lexikon des Mittelalters (LexMA). Band 9. LexMA-Verlag, München 1998, ISBN 3-89659-909-7, Sp. 665 f.

## Dokumentarfilm
- arte France (2022): Zölibat – Der katholische Leidensweg . Ein Film von Rémi Bénichou und Éric Colomer.
  - zdf.de
  - arte.tv

### Zölibat in der römisch-katholischen Kirche
- Zölibat – Pflicht oder Liebe? Karl-Leisner-Jugend
- Priester ohne Amt – Priester, ihre Frauen und Kinder.
- Hanswilhelm Haefs: Zur Frage des Zölibats. In: father-brown.de.
- Die pastoralen Dienste in der Gemeinde: Zölibat. (PDF; 273 kB) In: Beschlüsse der Würzburger Synode 1971–1975. 1. Juli 2004, S. 581–636, hier S. 590–592.
- Christoph Paul Hartmann: Von Anfang an umstritten: Die Geschichte des Zölibats. In: katholisch.de. 19. August 2019.

### Zölibat in evangelischer Sicht
- Hanns Leiner: Vom Zölibat zu Katharina: Fällt das Zölibat? Luther beendete durch seine Heirat die Ehelosigkeit für Pfarrer. (PDF 133 kB) In: Evangelisches Sonntagsblatt aus Bayern. 24. Februar 2008, S. 3.

### Zölibat in altkatholischer Sicht
- Zölibat. Katholisches Bistum der Alt-Katholiken in Deutschland, 2014.